# Böhl-collectie
De collectie De Liagre Böhl is een Leidse verzameling van kleitabletten en andere voorwerpen met teksten in spijkerschrift.
De collectie is genoemd naar zijn verzamelaar, Frans de Liagre Böhl en omvat de grootste verzameling kleitabletten met spijkerschriftteksten in Nederland. Naast ca. 3350 objecten met spijkerschrift en zegels omvat de collectie een klein aantal andere voorwerpen uit het Nabije Oosten en Egypte. De collectie is eigendom van het Nederlands Instituut voor het Nabije Oosten in Leiden en kan geraadpleegd worden in de Leeszaal Bijzondere Collecties van de Universiteitsbibliotheek Leiden. Enkele kleitabletten uit de verzameling zijn tentoongesteld in het Rijksmuseum van Oudheden.

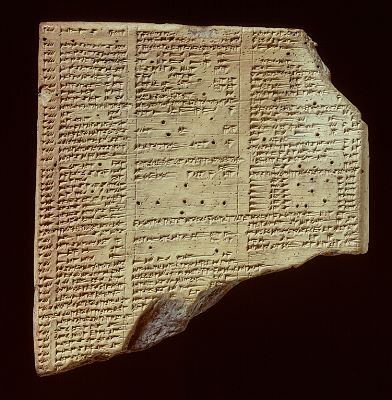
Kleitablet uit de bibliotheek van Assurbanipal (Collectie De Liagre Böhl)